# TCTEX1D2
TCTEX1D2 (англ. Tctex1 domain containing 2) – білок, який кодується однойменним геном, розташованим у людей на 3-й хромосомі. Довжина поліпептидного ланцюга білка становить 142 амінокислот, а молекулярна маса — 16 122.
| 10         |  | 20         |  | 30         |  | 40         |  | 50         |
| ---------- |  | ---------- |  | ---------- |  | ---------- |  | ---------- |
| MATSIGVSFS |  | VGDGVPEAEK |  | NAGEPENTYI |  | LRPVFQQRFR |  | PSVVKDCIHA |
| VLKEELANAE |  | YSPEEMPQLT |  | KHLSENIKDK |  | LKEMGFDRYK |  | MVVQVVIGEQ |
| RGEGVFMASR |  | CFWDADTDNY |  | THDVFMNDSL |  | FCVVAAFGCF |  | YY         |

A: Аланін

C: Цистеїн

D: Аспарагінова кислота

E: Глутамінова кислота

F: Фенілаланін

G: Гліцин

H: Гістидин

I: Ізолейцин

K: Лізин

L: Лейцин

M: Метіонін

N: Аспарагін

P: Пролін

Q: Глутамін

R: Аргінін

S: Серин

T: Треонін

V: Валін

W: Триптофан